# Aislamiento dental
El aislamiento dental permite vencer obstáculos durante el acto de operatoria dental como los pueden ser: la saliva, sangre, lengua, entre otros.
El aislamiento del campo operatorio es una maniobra odontológica que busca garantizar las condiciones orales más propicias para la intervención en los tejidos y su posterior restauración. Es de suma importancia en la práctica odontológica ya que buena parte del éxito en los tratamientos estomatológicos dependen de ello; especialmente cuando se realizan restauraciones inmediatas en los órganos dentarios o en tratamientos de conductos.

## Objetivos
El aislamiento dental del campo operatorio intenta cumplir los siguientes objetivos:
- Aislar las piezas dentarias de la saliva, de la humedad del aire espirado y de la flora microbiana para generar una condición aséptica.
- Bloquear la secreción del surco gingival.
- Mejorar y potenciar la visibilidad y el acceso, aumentando la luminosidad.
- Separar y proteger los tejidos blandos que rodean al diente.
- Facilitar la aplicación de medicamentos cáusticos, ácidos y/o irritantes.
- Obtener un campo seco.
- Proteger al paciente de riesgos como la deglución accidental de algún instrumento pequeño.

## Origen
El 15 de marzo de 1864, el odontólogo estadounidense Barnum Stanford, abrumado por el flujo excesivo de saliva que dificultaba su trabajo en un molar inferior, decide cortar un trozo de su delantal y ponerlo sobre el molar, perforando el hule y creando un dique que fijó con un anillo de goma alrededor del diente, teniendo éxito en su objetivo de aislar el área de trabajo de la excesiva saliva. En mayo del mismo año decide presentar su técnica a la Sociedad Dental de Nueva York, y a pesar de algunas burlas es aceptado por la sociedad y rápidamente distribuido por Estados Unidos y otros países. La técnica se volvió popular debido a las ventajas que presentaba, mejorándose y utilizándose hasta la fecha.

## Tipos de aislamiento
El aislamiento dental puede ser: 

### Relativo
La finalidad principal de este aislamiento es impedir que el flujo de saliva alcance y contamine las preparaciones dentales, basándose en la colocación de elementos absorbentes dentro de la cavidad oral, como son los rollos de algodón que absorben la saliva y una boquilla aspiradora para eliminar el exceso de fluidos. Es de importancia resaltar que este procedimiento solo proporciona un aislamiento efectivo a corto plazo y los rollos de algodón necesitan ser cambiados frecuentemente.

#### Materiales usados
- Eyector de saliva y/o boquilla aspiradora de líquidos.
- Rollos de algodón.
- Triángulos absorbentes.
- Retractores de mejilla.
- Sostenedor de tórula.

#### Comparativas
- Ventajas
  - Es de fácil aplicación.
  - Permite un aislamiento rápido y de menor costo.

- Desventajas
  - Requiere cambio continuo de materiales.
  - No permite un control absoluto de los factores.

### Absoluto
Es el aislamiento que se realiza con dique de caucho (lienzo de goma). El uso de esta técnica es considerada la más eficaz para el aislamiento del campo operatorio. Tiene múltiples ventajas de las que destacan:
- Sequedad positiva y de larga duración durante procedimientos dentales (operatoria, endodoncia).
- Evita la contaminación de: cavidades, preparaciones y accesos camerales.
- Permite mejor visión del campo operatorio.
- Protege los tejidos blandos de la cavidad oral.
- Evita la ingesta accidental de materiales dentales, de instrumental pequeño o de instrumental que se ha roto durante procedimientos dentales.

#### Tipos de aislamiento absoluto

##### Unitario
Consiste en el asilamiento de una sola pieza dentaria ya sea superior o inferior. Es la comúnmente usada durante los procedimientos de endodoncia, debido a que se quiere trabajar en un solo diente. Es más simple ya que la goma para dique solo debe ser perforada una sola vez y se utiliza una sola grapa o clamp.

##### Plural
Consiste en el aislamiento de dos o más piezas dentarias en el mismo arco dentario. Es la que se utiliza en los procedimientos operatorios ya que se requiere la intervención de varios dientes. La goma para dique debe ser perforada siguiendo la forma de la arcada y en caso de que falte una pieza en el segmento a aislar se debe saltar y no perforar. Es más compleja ya que puede utilizar una o varias grapas o clamps además de trozos de goma o ligaduras de hilo dental.

#### Materiales usados

##### Goma para dique
Por lo general los diques de caucho o goma tienen dimensiones de 12.5 x 12.5 para niños y 15 x 15 para adultos. El caucho para este fin se fabrica en diversos grosores: delgado, mediano, pesado y extrapesado. También en diversos colores: Verde y Azul. Las ventajas del dique delgado son su facilidad de colocación y la comodidad que proporciona al paciente, un dique de caucho más grueso tiene la ventaja de retraer con mayor facilidad los tejidos blandos y mayor resistencia contra el desgarramiento por la fresa dental, pero podría dificultar su colocación en arcadas dentales con apiñamiento dental o en dientes con áreas de contacto interproximal extensas. En muchas de las ocasiones es preferible utilizar un grosor intermedio. Algunos pacientes pueden presentar alguna reacción alérgica al contacto con el dique de caucho.

##### Grapas oclamps

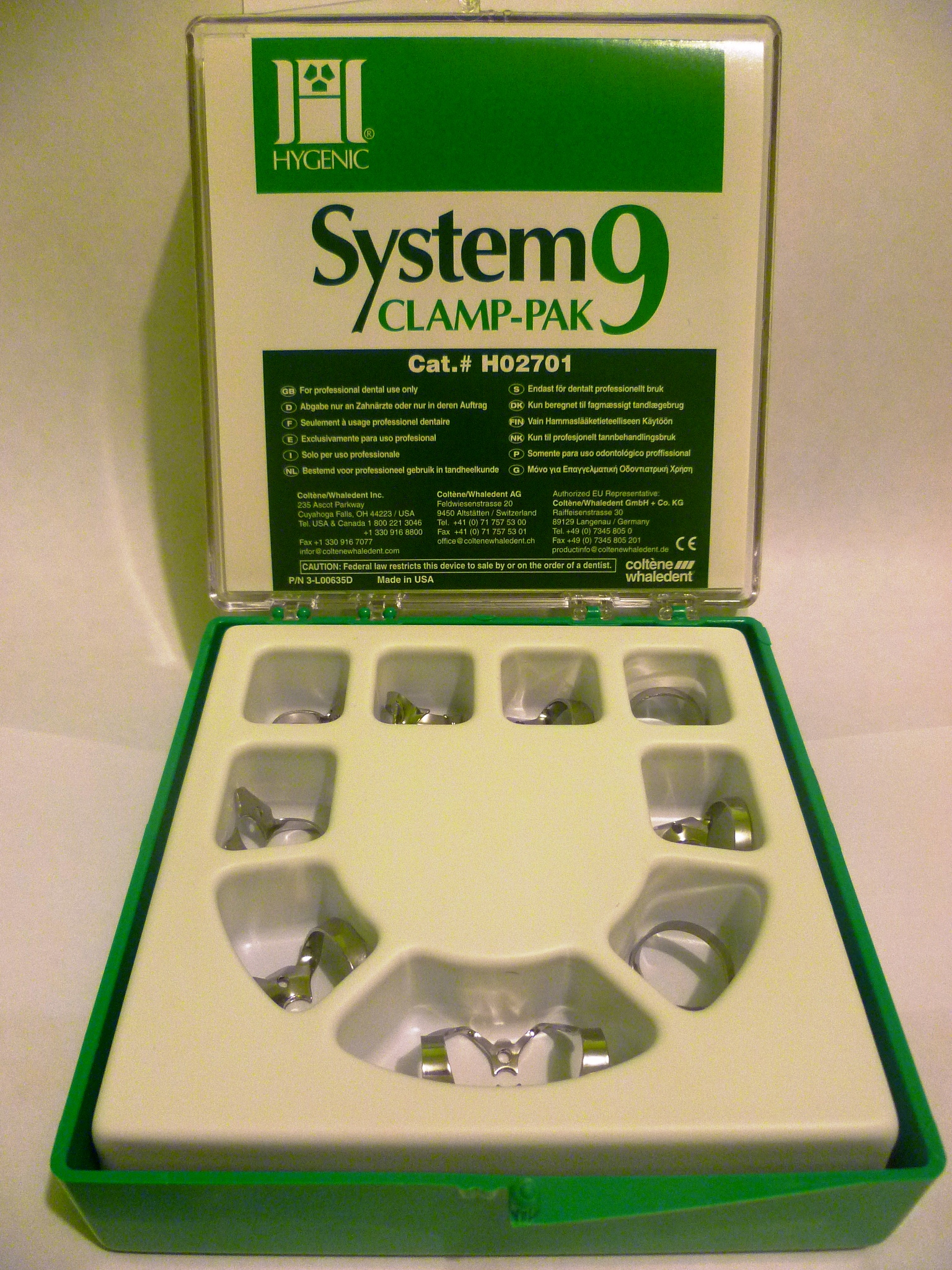
El Set System9 es usado con frecuencia debido a la incorporación de clamps de uso frecuente.

El anclaje del dique de caucho se logra por medio de grapas que se sujetan de la porción cervical de los órganos dentarios; estas se presentan en gran variedad de tamaños y formas, son metálicas y constan de 2 agarraderas con cuatro prolongaciones, un arco, picos y opcionalmente aletas.

###### Partes delclamp[2]
Las partes básicas de un clamp o grapa son:
1. Platina o brazo de la grapa.
  1. Ala Central.
  2. Ala Anterior.
2. Arco tensor o corrector.
3. Abrazadera o bocado.
4. Puntos de contacto.
5. Escotadura.
6. Perforación o agujero de la grapa.

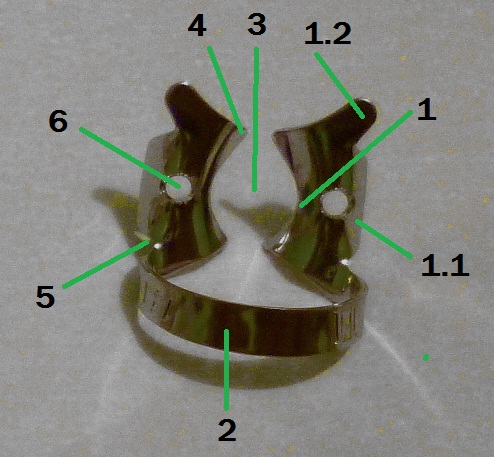

##### Sostenedor, arco o portadique
El arco más utilizado en operatoria dental es el arco metálico o arco de Young, su función principal es la de extender el dique una vez anclada las grapas dentales.

##### Toallas desechables
Es útil colocar las toallas desechables entre el dique y la piel del paciente de esa forma la sudoración y la filtración de saliva se pueden bloquear de manera adecuada con la incorporación de estas en el aislamiento.

##### Perforador de goma dique
Es un instrumento punzante denominado perforador. Consiste en una pinza grande que en su parte activa posee el punzón de acero y una platina o rueda también de acero que contiene las perforaciones que corresponden exactamente a la forma del punzón. La platina tiene 4, 5, 6 u 8 agujeros de diferentes tamaños con la finalidad de perforar el dique según el tamaño requerido con la forma circular .perfecta.

##### Pinza portaclamp
Es un alicate largo con un resorte y una traba. Permiten fijar el clamp o grapa en el diente manteniéndolo abierto bajo tensión.

##### Hilo dental

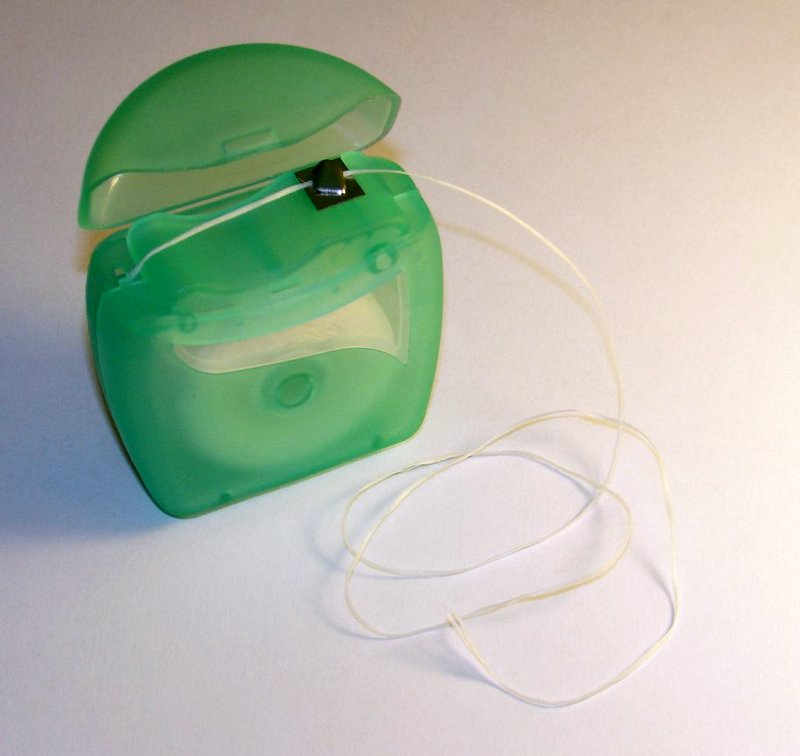
Hilo de seda dental, usado en aislamiento para amarrar las grapas o clamps.

El hilo de seda dental se usa para ligar los clamps alrededor del cuello del diente para favorecer la sujeción de la goma dique en casos que se tienda a escapar.

##### Lubricantes
El dique de caucho se aplica con mayor facilidad cuando se emplean lubricantes, que son colocados alrededor de las perforaciones hechas en el dique.

#### Comparativas
- Ventajas generales:
  - Crea una protección frente a infecciones, elementos irritantes y deglución accidental.
  - Permite obtener un campo seco y limpio.

- Ventajas específicas:
  - Retrae los tejidos blandos.
  - Mejora la visibilidad.
  - Aumenta la eficiencia.
  - Mejora la calidad de operación, atención y servicio.

## Tipos declampso grapas

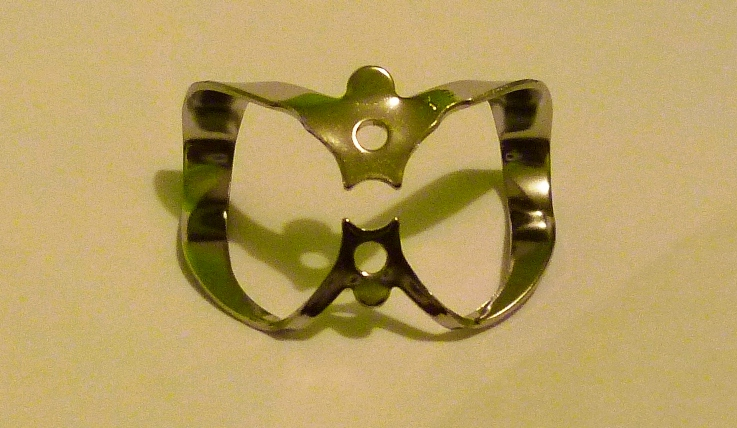
Clamp o grapa para dientes anteriores

### Para cervicales
Se usan este tipo de grapa para los dientes anteriores(incisivos y caninos). Estos clamps son de doble arco o brazo y sus mordientes se ajustan al tamaño del diente que se aislará. Tiene dos brazos que se alejan del centro del campo operatorio, por lo que permiten una buena instrumentación sin interferencias. Los mordientes que van aplicados sobre el cuello del diente pueden ligeramente modificarse por medio de una pinza. Los clamps cervicales, una vez colocados deben ser estabilizados mediante trozos de compuestos de modelar reblandecidos a la llama para que queden firmemente ubicados sobre los dientes vecinos, de no ser así tienden a moverse o salirse de su sitio y pueden lesionar los tejidos gingivales.

### Para premolares
Son los de menor tamaño poseen un solo arco y pueden tener o no aletas. Los clamps con aletas para premolares tienen cuatro en total: dos mesiales y dos que miran a las caras libres. Todos poseen dos agujeros.

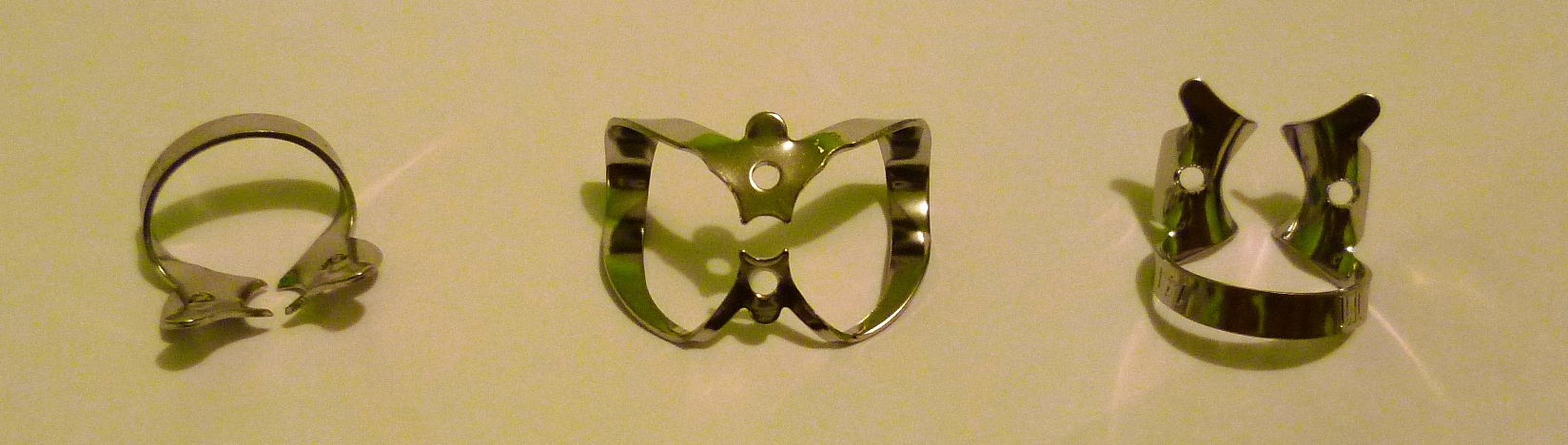
Diferentes clamps o grapas

### Para molares
Son los de mayor tamaño todos poseen un solo arco y dos agujeros. Pueden tener o no aletas. Los clamps con aletas para molares, poseen cuatro aletas en total: dos mesiales y dos que miran a las caras libres.

### Para diversas situaciones
Cuando el diente que se va a aislar está semi erupcionado pueden emplearse un cierto tipo de clamp. Existen clamps de formas muy variadas que permiten el aislamiento absoluto en las situaciones clínicas más diversas.

## Procedimiento de aislamiento dental absoluto

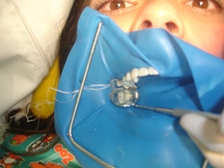
Paciente con aislamiento absoluto plural.

### Selección
Lo primero que se debe realizar es la selección de la goma dique según las necesidades del caso. Es común que en la endodoncia se aísle una única pieza dentaria por lo que puede emplearse pedazos de goma dique más pequeños. En operatoria dental conviene utilizar pedazos de goma más grandes ya que generalmente es obligatorio aislar más de una sola pieza dentaria. El grosor favorito es el mediano o el grueso. En piezas dentarias anteriores y en bocas pequeñas se recomienda el uso de un cuadrado de goma de 12,5 x 12,5 cm. En dientes posteriores el de 15 x 15 cm es el más propicio. Para segundos y terceros molares, superior o inferior, o en cavidades orales muy amplias se puede recurrir a trozos rectangulares de 15 x 20 cm.

### Maniobras previas
Previo a la inserción de la goma dique, es obligatorio sondear el campo operatorio e higienizar cabalmente la cavidad oral, identificando la presencia de relaciones normales de contacto, sin obturaciones defectuosas que puedan obstaculizar el paso de la goma o romperla en el instante del aislamiento. Si se presenta algún obstáculo o el hilo se despedaza, hay que corregir la relación de contacto. Si hay prótesis fija o dientes con férulas se recurre una técnica adaptada para poder conservar el dique en su sitio, sujetando la goma en torno a las uniones.

### Perforación
Para la correcta perforación se coloca la goma en el portadique y sin ninguna perforación externa se lleva hacia el interior de la boca ejerciendo presión con el dedo, hasta tocar el diente que será el punto primordial donde se reunirá todo el aislamiento. La goma permanecerá sutilmente empapada y esto indicará cual es la zona por donde vamos a intervenir con la primera perforación. Las sucesivas perforaciones se efectúan dejando entre una y otra el trecho que concierne al tamaño de cada una de las piezas dentarias que se aislarán, en sentido mesiodistal.

### Colocación del dique
Existen básicamente tres técnicas para llevar el dique de goma a la boca:

#### Primera técnica
- Colocación del dique de goma ubicando primero la grapa y luego la goma.

Se instala primero el clamp sobre la pieza dentaria, cerciorándose de que quede totalmente firme. En esta maniobra no se pretende llevar el clamp por completo a su posición más gingival porque eso se hará posteriormente a la colocación de la goma dique. En seguida se coge el dique de goma y se lleva hacia dentro de la cavidad oral, presionando con ambos índices para provocar una profundización de la goma dique, mientras que a la vez se ensanchan los ojales para hacerlos deslizarse por el clamp. Esta treta puede realizarse con el dique de goma suelto o ya ubicado en su portadique. Rápidamente se procede a hacer pasar la goma dique por las piezas hacia mesial del cuadrante. Aquí se retiene el dique mediante un clamp o un trozo de goma. Extendiendo con los dedos cada una de las lengüetas de goma que corresponden a los espacios interdentales; se incrustan todos los orificios sobre los dientes pertinentes. Se ponen las lengüetas de goma de manera oblicua con respecto al espacio interdentario. Esta maniobra puede simplificarse prensando seguidamente con un trozo de hilo dental mantenido con seguridad entre los dedos de ambas manos. El hilo dental debe exprimir únicamente sobre el costado de la lengüeta de goma y no sobre el centro, ya que en caso contrario puede romper el aislamiento. De esa manera se va pasando por todos los espacios interdentales hasta llegar al punto más anterior del cuadrante. El dique perdura en su sitio por la elasticidad de la goma.

#### Segunda técnica
- Colocación del dique de goma llevando simultáneamente el clamp y la goma.

Luego de seleccionar y perforar el trozo de goma dique, se instala el clamp en la perforación que pertenece al diente más posterior de la arcada y que será el que sostendrá el dique de goma. Se eleva el dique de goma para revelar los orificios del clamp y se ubican los mordientes de la pinza portaclamp en los orificios pertinentes. Luego se tuerce el clamp por la acción de la pinza conservando esta posición con la traba y se dobla todo el resto de la goma dique para llevarla con facilidad a la cavidad oral. Después se introduce el clamp y se coloca sobre la pieza dentaria indicada y se inicia el paso de la goma dique por debajo de las alas del clamp y luego hacia adelante. Puede situarse el portadique en el momento en que se coloca el clamp sobre el diente.

#### Tercera técnica
- Aislamiento de uniones soldadas, pónticos o dientes ferulizados.

En el aislamiento de una pieza ferulizada que tiene una unión de soldadura o en el aislamiento de los pónticos de un puente fijo se realizan perforaciones para las piezas que están más allá del puente fijo o sin ferulizar, como se hace en los casos comunes. Para las piezas con férulas o las del póntico de puente fijo se hacen orificios de mayor tamaño de lo normal; con el mayor tamaño que tenga el perforador de goma dique. Después se quita el puente de goma sobre la unión soldada y bajo de esta se pasa una aguja quirúrgica curva enhebrada con hilo dental desde lingual hacia bucal. Una vez pasado el hilo se repite la inserción de la aguja de bucal a lingual, pero ahora por la parte distal del orificio, envolviendo la lengüeta de goma. Queda un broche de hilo dental que se amarra desde lingual para capturar firmemente la lengüeta extendida de goma dique alrededor de la unión soldada. Así se logra acomodar la goma dique adecuadamente en este lugar. 

#### Técnica de Sommer
Esta técnica es usada para el aislamiento del campo operatorio de una sola pieza dentaria debido a que requiere muy poco tiempo. Su uso es frecuentemente en endodoncia. Para una pieza dentaria anterior se realiza una sola perforación y se usa la goma dique y un clamp cervical. Se instalan clamps con aletas a la altura de los primeros o segundos premolares superiores de ambos lados para mantener la goma dique en su lugar. Después se pone el portadique dejando aislado el campo operatorio.

## Protocolo de aislamiento
1. Antisepsia de los tejidos a aislar.
2. Permeabilizar los puntos de contacto.
3. Lubricar los labios del paciente.
4. Elección y prueba de las grapas o clamps.
5. Perforación de la goma dique.
6. Colocación de la aislación.
7. Antisepsia amplia del campo.
8. Reforzar el sellado circundante del cuello dentario.